# Kalkadoongrässmyg
Kalkadoongrässmyg (Amytornis ballarae) är en fågel i familjen blåsmygar inom ordningen tättingar.

## Utbredning och systematik
Fågeln förekommer på steniga kullar med spinifex i Selwyn Range (nordvästra Queensland). Den behandlas som monotypisk, det vill säga att den inte delas in i några underarter.

## Status
IUCN kategoriserar den som sårbar.